# Anna-Marie Hansen
Anna-Marie Hansen (født 23. juni 1943 i Skive) er sygeplejelærer og tidligere folketingsmedlem for Socialdemokratiet i Skivekredsen (Viborg Amtskreds) fra 10. maj 1988 til 20. november 2001.
Hansen blev uddannet sygehjælper i 1972, sygeplejerske i 1975 og sygeplejelærer i 1981. Hun arbejdede fra 1961 til 1971 som ufaglært, bl.a. indenfor sundhedssektoren. I 1972 blev hun ansat som sygehjælper på Skive Sygehus, og fra 1975 som sygeplejerske samme sted. I 1979 blev hun sygeplejelærer på Viborg Sygeplejeskole, og i 1983 viceforstander på Skive Sygehus. I 1984 blev hun ansat som sygeplejelærer ved Efteruddannelsesudvalget i Viborg Amt, og i 1987 som afdelingssygeplejerske på et plejehjem i Skive.
Anna-Marie Hansen var desuden medlem af hovedbestyrelsen for Gigtforeningen fra 1994.
Den politiske karriere begyndte som sekretær i Fællesledelsen for Socialdemokratiet i Højslev-Skive fra 1986. I 1987 blev hun medlem af bestyrelsen for Socialdemokratiet i Skive. Hun blev opstillet som Skivekredsens folketingskandidat i 1987, og valgt året efter. I Folketinget var hun bl.a. næstformand for Folketingets Udvalg vedrørende Etisk Råd 1992-1995.